# JR貨物UF15A形コンテナ

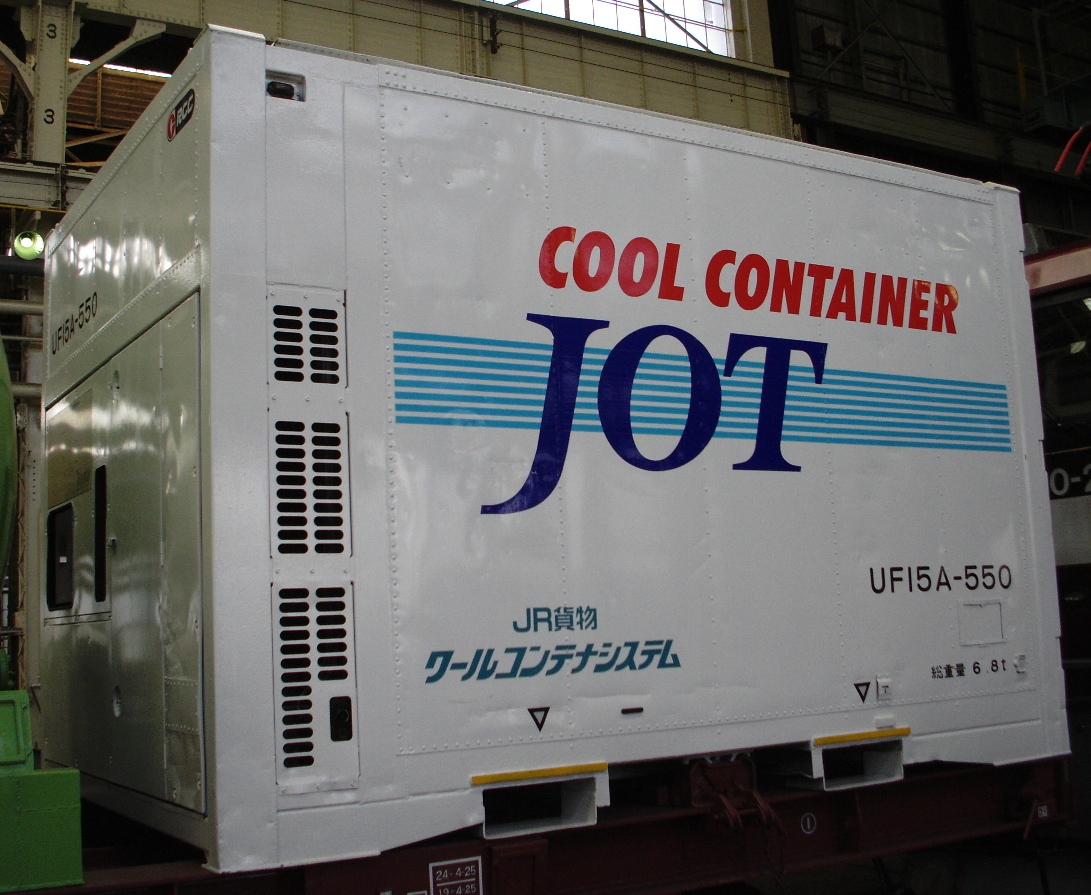
日本石油輸送所有の UF15A-550

UF15A形コンテナ（UF15Aがたコンテナ）とは、1988年度に登場した、日本貨物鉄道（JR貨物）輸送用として籍を編入している、12ft形の私有コンテナ（冷凍コンテナ）である。

## 概要
本形式の数字部位 「 15 」は、コンテナの容積を元に決定される。このコンテナ容積15 m3の算出は、厳密には端数四捨五入計算の為に、内容積14.5 - 15.4m3の間に属するコンテナが対象となる
。また形式末尾のアルファベット一桁部位 「 A 」は、コンテナの使用用途（主たる目的または、構造）が 「 非危険物（いわゆる汎用品） 」を表す記号として付与されている。1988年より登録が開始された。

## 番台毎の概要
0番台 ・ 1000番台の二グループに分かれている。

### 0番台
分散電源方式（コンテナ毎に発電エンジンを積む方式）の冷凍コンテナ。

#### (( 1 - 100 ))
1 - 5
ヤンマー所有。L字二方開き。
6 - 8
函館運送所有。妻側一方開き。
9
東洋サーモコントロール所有／日本石油輸送借受。
10 ・ 11
（所有者不明）
12 - 16
↓ ヤンマー所有。妻側一方開き。
後に、日本通運下関国際輸送支店所有へ変更。
17 - 18
（所有者不明）
19
ヤンマー所有。妻側一方開き。
20 - 39
日本石油輸送所有。妻側一方開き。
40 ・ 41
日本石油輸送所有／全農直販借受。妻側一方開き。
42 - 45
日本石油輸送所有。妻側一方開き。
46 - 50
（所有者不明）
51 - 66
日本石油輸送所有。妻側一方開き。
67 - 71
日本水産（現・ニッスイ）所有。妻側一方開き。
72 ・ 73
ヤンマー所有。L字二方開き。
74 ・ 75
（所有者不明）
76 ・ 77
ヤンマー所有。L字二方開き。
78 ・ 79
山九所有。L字二方開き。
80
（所有者不明）
81 - 90
ヤンマー所有。L字二方開き。
91
（所有者不明）
92
日本石油輸送所有。妻側一方開き。
93 - 97
（所有者不明）
98 ・ 99
日本石油輸送所有。妻側一方開き。
100
（所有者不明）

#### (( 101 - 205 ))
101
日本石油輸送所有。妻側一方開き。
102 ・ 103
（所有者不明）
104
日本石油輸送所有。妻側一方開き。
105 - 109
（所有者不明）
110
日本石油輸送所有。妻側一方開き。
111
（所有者不明）
112
日本石油輸送所有。妻側一方開き。
113 - 117
（所有者不明）
118 - 120
留萌北交所有。※非常に珍しい片側一方開き。
121
（所有者不明）
122
留萌北交所有。※非常に珍しい片側一方開き。

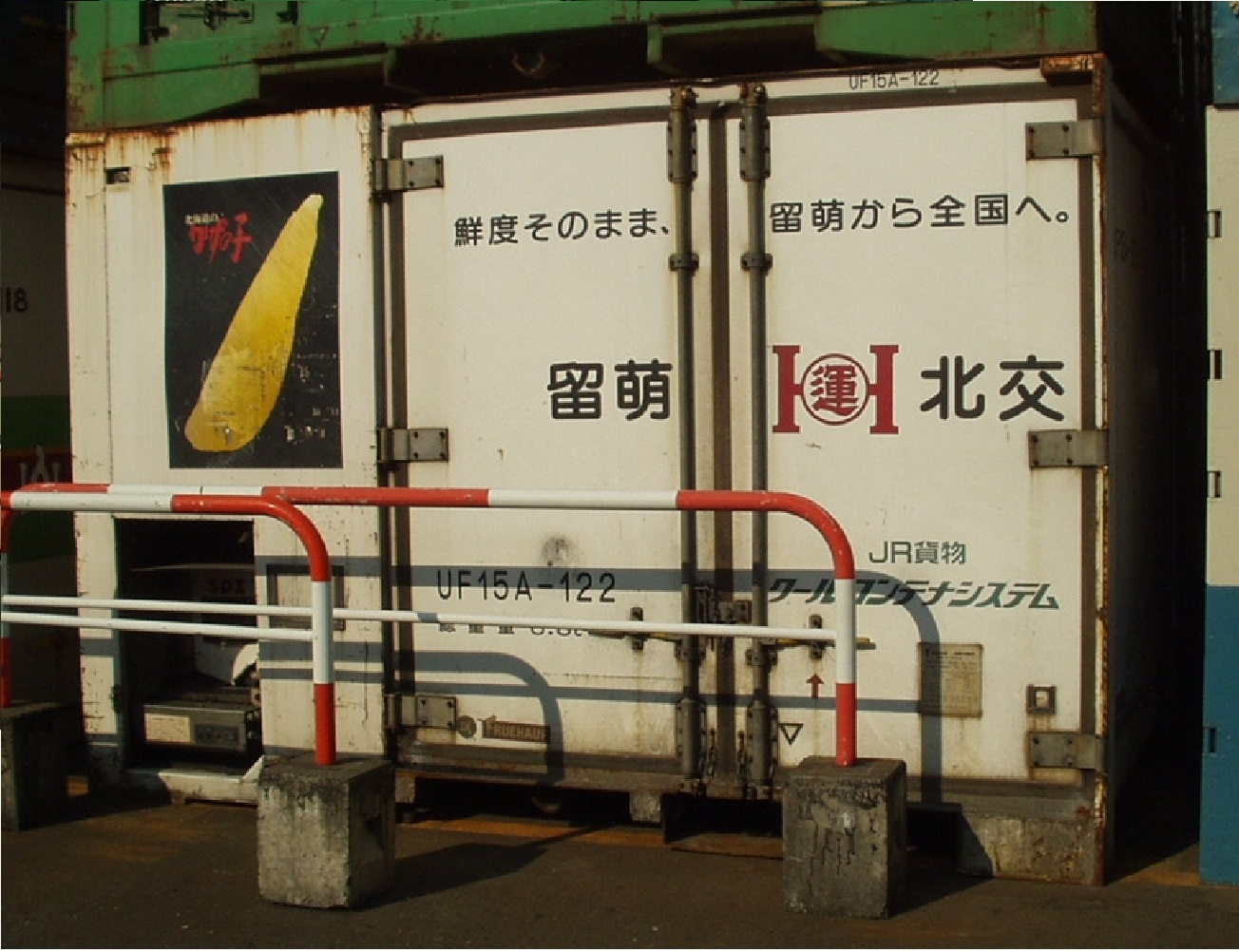
【UF15A-122 留萌北交所有。】

123 - 130
（所有者不明）
131 ・ 132
ヤンマー所有。L字二方開き。
133 ・ 134
（所有者不明）
135
ヤンマー所有。L字二方開き。
136 ・ 137
（所有者不明）
138
ヤンマー所有。L字二方開き。
139
（所有者不明）
140 - 143
ヤンマー所有／園田陸運借受。L字二方開き。
144 - 149
（所有者不明）
150 - 154
ヤンマー所有。L字二方開き。
155
（所有者不明）
156 - 158
日本通運所有。妻側一方開き。
159 - 162
（所有者不明）
163
ヤンマー所有。L字二方開き。
164 ・ 165
（所有者不明）
166
ヤンマー所有。L字二方開き。
167 - 171
（所有者不明）
172
ヤンマー所有。L字二方開き。
173 ・ 174
（所有者不明）
175 ・ 176
ヤンマー所有。L字二方開き。
177 - 180
（所有者不明）
181 ・ 182
ヤンマー所有。L字二方開き。
183 - 187
（所有者不明）
188 ・ 189
ヤンマー所有。L字二方開き。
190 ・ 191
（所有者不明）
192
ヤンマー所有。L字二方開き。
193 ・ 194
（所有者不明）
195
ヤンマー所有。L字二方開き。
196 - 205
（所有者不明）

#### (( 206 - 300 ))
206 - 209
ヤンマー所有。L字二方開き。
210
日本石油輸送所有。妻側一方開き。
211 - 214
（所有者不明）
215
日本石油輸送所有。妻側一方開き。
216 - 226
（所有者不明）
227
日本石油輸送所有。妻側一方開き。
228 ・ 229
（所有者不明）
230
日本石油輸送所有。妻側一方開き。
231 - 237
（所有者不明）
238
日本石油輸送所有。妻側一方開き。
239 - 242
（所有者不明）
243
日本石油輸送所有。妻側一方開き。
244 - 249
（所有者不明）
250
日本石油輸送所有。妻側一方開き。
251
（所有者不明）
252 ・ 253
日本石油輸送所有。妻側一方開き。
254 - 259
（所有者不明）
260 - 262
ヤンマー所有。L字二方開き。
263
（所有者不明）
264
ヤンマー所有。L字二方開き。
265
（所有者不明）
266 ・ 267
ヤンマー所有。L字二方開き。
268
（所有者不明）
269 - 273
ヤンマー所有。L字二方開き。
274 ・ 275
（所有者不明）
276
ヤンマー所有。L字二方開き。
277 - 284
（所有者不明）
285
ヤンマー所有。L字二方開き。
286
（所有者不明）
287 ・ 288
ヤンマー所有。L字二方開き。
289
（所有者不明）
290 ・ 291
ヤンマー所有。L字二方開き。
292
（所有者不明）
293 - 295
ヤンマー所有。L字二方開き。
296 - 299
（所有者不明）
300
ヤンマー所有／日本通運 （マイカル用） 借受。L字二方開き。

#### (( 301 - 399 ))
301
（所有者不明）
302 ・ 303
ヤンマー所有。L字二方開き。
304 ・ 305
（所有者不明）
306
ヤンマー所有。L字二方開き。
307
（所有者不明）
308
ヤンマー所有／日本通運 （マイカル用） 借受。L字二方開き。
309
（所有者不明）
310
日本石油輸送所有。妻側一方開き。
311 - 315
（所有者不明）
316
ヤンマー所有。L字二方開き。
317 - 320
（所有者不明）
321
ヤンマー所有／日本通運 （マイカル用） 借受。L字二方開き。
322
ヤンマー所有。L字二方開き。
323
ヤンマー所有／日本通運 （マイカル用） 借受。L字二方開き。
324 ・ 325
（所有者不明）
326
ヤンマー所有。L字二方開き。
327 ・ 328
（所有者不明）
329 - 331
ヤンマー所有。L字二方開き。
332
（所有者不明）
333
ヤンマー所有。L字二方開き。
334
（所有者不明）
335 ・ 336
ヤンマー所有。L字二方開き。
337
（所有者不明）
338
ヤンマー所有。L字二方開き。
339
ヤンマー所有／日本通運 （マイカル用） 借受。L字二方開き。
340
（所有者不明）
341
ヤンマー所有／日本通運 （マイカル用） 借受。L字二方開き。
342
ヤンマー所有。L字二方開き。
343
（所有者不明）
344 ・ 345
ヤンマー所有。L字二方開き。
346
ヤンマー所有／日本通運 （マイカル用） 借受。L字二方開き。
347 ・ 348
（所有者不明）
349 ・ 350
ヤンマー所有。L字二方開き。
351
（所有者不明）
352
ヤンマー所有。L字二方開き。
353
（所有者不明）
354 - 356
ヤンマー所有。L字二方開き。
357
（所有者不明）
358 ・ 359
ヤンマー所有／日本通運 （マイカル用） 借受。L字二方開き。
360
ヤンマー所有。L字二方開き。
361 ・ 362
日本石油輸送所有。妻側一方開き。
363
（所有者不明）
364 ・ 365
日本石油輸送所有。妻側一方開き。
366 ・ 367
（所有者不明）
368
日本石油輸送所有。妻側一方開き。
369
（所有者不明）
370 ・ 371
日本石油輸送所有。妻側一方開き。
372 ・ 373
（所有者不明）
374
日本石油輸送所有。妻側一方開き。
375 ・ 376
（所有者不明）
377 - 379
日本石油輸送所有。妻側一方開き。
380
（所有者不明）
381 - 383
日本石油輸送所有。妻側一方開き。
384 ・ 385
（所有者不明）
386
日本石油輸送所有。妻側一方開き。
387 ・ 388
（所有者不明）
389
日本石油輸送所有。妻側一方開き。
390
ヤンマー所有／日本通運 （マイカル用） 借受。L字二方開き。
391
ヤンマー所有。L字二方開き。
392
（所有者不明）
393
ヤンマー所有。L字二方開き。
394
ヤンマー所有／日本通運 （マイカル用） 借受。L字二方開き。
395
（所有者不明）
396
ヤンマー所有。L字二方開き。
397
（所有者不明）
398
ヤンマー所有。L字二方開き。
399
（所有者不明）

#### (( 400 - 500 ))
400 ・ 401
ヤンマー所有。L字二方開き。
402 ・ 403
（所有者不明）
404
ヤンマー所有。L字二方開き。
405
（所有者不明）
406
ヤンマー所有／日本通運 （マイカル用） 借受。L字二方開き。
407
ヤンマー所有。L字二方開き。
408
（所有者不明）
409
ヤンマー所有／日本通運 （マイカル用） 借受。L字二方開き。
410 - 413
ヤンマー所有。L字二方開き。
414
（所有者不明）
415
ヤンマー所有。L字二方開き。
416 ・ 417
（所有者不明）
418
ヤンマー所有。L字二方開き。
419 - 422
（所有者不明）
423
ヤンマー所有／日本通運 （マイカル用） 借受。L字二方開き。
424 - 427
（所有者不明）
428
ヤンマー所有。L字二方開き。
429 - 431
（所有者不明）
432 ・ 433
ヤンマー所有。L字二方開き。
434
（所有者不明）
435
ヤンマー所有／日本通運 （マイカル用） 借受。L字二方開き。
436 ・ 437
（所有者不明）
438 - 440
ヤンマー所有。L字二方開き。
441
（所有者不明）
442
ヤンマー所有。L字二方開き。
443 - 446
（所有者不明）
447 - 449
ヤンマー所有。L字二方開き。
450 - 459
（所有者不明）
460
ヤンマー所有。L字二方開き。
461
（所有者不明）
462
ヤンマー所有／日本通運 （マイカル用） 借受。L字二方開き。
463 - 465
（所有者不明）
466
ヤンマー所有。L字二方開き。
467
（所有者不明）
468
ヤンマー所有。L字二方開き。
469
日本石油輸送所有。妻側一方開き。
470 ・ 471
（所有者不明）
472 ・ 473
日本石油輸送所有。妻側一方開き。
474
（所有者不明）
475
日本石油輸送所有。妻側一方開き。
476 ・ 477
（所有者不明）
478
日本石油輸送所有。妻側一方開き。
479
（所有者不明）
480 ・ 481
日本石油輸送所有。妻側一方開き。
482
（所有者不明）
483
日本石油輸送所有。妻側一方開き。
484 - 486
（所有者不明）
487 ・ 488
日本石油輸送所有。妻側一方開き。
489 ・ 490
ヤンマー所有。妻側一方開き。
491
（所有者不明）
492 - 494
ヤンマー所有。妻側一方開き。
495
（所有者不明）
496
ヤンマー所有。妻側一方開き。
497
（所有者不明）
498 - 500
ヤンマー所有。妻側一方開き。

#### (( 501 - 600 ))
501
（所有者不明）
502
ヤンマー所有／関光汽船借受。妻側一方開き。
503 ・ 504
（所有者不明）
505
ヤンマー所有／関光汽船借受。妻側一方開き。
506 ・ 507
ヤンマー所有。妻側一方開き。
508 - 512
（所有者不明）
513
ヤンマー所有。妻側一方開き。
514 - 519
徳之島農業協同組合所有。
※平成６年度農業農村活性化農業構造改善事業
520 - 522
（所有者不明）
523 - 526
ヤンマー所有。妻側一方開き。
527 ・ 528
（所有者不明）
529
ヤンマー所有／関光汽船借受。妻側一方開き。
530
（所有者不明）
531 - 533
ヤンマー所有。妻側一方開き。
534 - 537
（所有者不明）
538
ヤンマー所有。妻側一方開き。
539
（所有者不明）
540 - 543
日本石油輸送所有。妻側一方開き。
544
（所有者不明）
545 ・ 546
日本石油輸送所有。妻側一方開き。
547 ・ 548
（所有者不明）
549
日本石油輸送所有。妻側一方開き。
550
日本石油輸送所有。妻側一方開き。
※登録の籍を残し、鉄道博物館内のコキ50000形のトップナンバー車へ積載した状態で、展示されている。
551
日本石油輸送所有。妻側一方開き。
552 ・ 553
（所有者不明）
554 - 562
日本石油輸送所有。妻側一方開き。
563
（所有者不明）
564 - 568
函館運送所有。妻側一方開き。
569
ヤンマー所有。妻側一方開き。
570
（所有者不明）
571
ヤンマー所有。妻側一方開き。
572 - 581
（所有者不明）
582
日本石油輸送所有。
583 - 588
（所有者不明）
589
ヤンマー所有。妻側一方開き。
590
（所有者不明）
591
ヤンマー所有。妻側一方開き。
592 ・ 593
（所有者不明）
594 ・ 595
↓ 丸運所有／住友電工借受。妻側一方開き。
丸運所有。
596
（所有者不明）
597 - 599
ヤンマー所有。妻側一方開き。
600
日本石油輸送所有。L字二方開き。
※１コキ車３個積載規制適用、試作コンテナ。

#### (( 601 - 705 ))
601 ・ 602
（所有者不明）
603
ヤンマー所有。妻側一方開き。
604 ・ 605
（所有者不明）
606
ヤンマー所有。妻側一方開き。
607 ・ 608
（所有者不明）
609 - 618
日本通運所有／韓国農水産物流通公社借受。妻側一方開き。
619 - 621
（所有者不明）
622
日本石油輸送所有。妻側一方開き。
623
（所有者不明）
624 - 626
日本石油輸送所有。妻側一方開き。
627
（所有者不明）
628 ・ 629
日本石油輸送所有。妻側一方開き。
630
（所有者不明）
631 - 635
日本石油輸送所有。妻側一方開き。
636
（所有者不明）
637
日本石油輸送所有。妻側一方開き。
638
（所有者不明）
639
日本石油輸送所有。妻側一方開き。
640 - 642
（所有者不明）
643 ・ 644
日本石油輸送所有。妻側一方開き。
645 - 648
（所有者不明）
649 ・ 650
日本石油輸送所有。妻側一方開き。
651
（所有者不明）
652 - 654
日本石油輸送所有。妻側一方開き。
655 - 658
（所有者不明）
659 ・ 660
日本石油輸送所有。妻側一方開き。
661
（所有者不明）
662 ・ 663
日本石油輸送所有。妻側一方開き。
664
（所有者不明）
665 - 667
日本石油輸送所有。妻側一方開き。
668 - 672
（所有者不明）
673
日本石油輸送所有。妻側一方開き。
674 - 683
日本通運所有／韓国農水産物流通公社借受。妻側一方開き。
※683番は荷役事故で全損の為に、廃コン。
684
（所有者不明）
685
ヤンマー所有。妻側一方開き。
686
（所有者不明）
687
ヤンマー所有。妻側一方開き。
688 - 691
（所有者不明）
692 - 694
ヤンマー所有。妻側一方開き。
695
（所有者不明）
696・697
ヤンマー所有。妻側一方開き。
698
ヤンマー所有／関光汽船借受。妻側一方開き。
699 - 705
日本石油輸送所有。妻側一方開き。

#### (( 706 - 799 ))
706
（所有者不明）
707
日本石油輸送所有。妻側一方開き。
708 ・ 709
（所有者不明）
710
日本石油輸送所有。妻側一方開き。
711 - 714
（所有者不明）
715
日本石油輸送所有。妻側一方開き。
716
（所有者不明）
717
日本石油輸送所有。妻側一方開き。
718
（所有者不明）
719 - 722
日本石油輸送所有。妻側一方開き。
723 ・ 724
（所有者不明）
725 - 727
日本石油輸送所有。妻側一方開き。
728
（所有者不明）
729 - 731
日本石油輸送所有。妻側一方開き。
732
（所有者不明）
733
日本石油輸送所有。L字二方開き。 ※試作コンテナ。
734
（所有者不明）
735
ヤンマー所有。妻側一方開き。
736
（所有者不明）
737
ヤンマー所有／関光汽船借受。妻側一方開き。
738
（所有者不明）
739 - 742
ヤンマー所有／関光汽船借受。妻側一方開き。
743
（所有者不明）
744 - 748
ヤンマー所有。妻側一方開き。
749 - 751
（所有者不明）
752 - 757
ヤンマー所有。妻側一方開き。
758 ・ 759
（所有者不明）
760
ヤンマー所有／関光汽船借受。妻側一方開き。
761 - 763
（所有者不明）
764 - 766
ヤンマー所有／関光汽船借受。妻側一方開き。
767
ヤンマー所有。妻側一方開き。
768 ・ 769
（所有者不明）
770
ヤンマー所有。妻側一方開き。
771 ・ 772
（所有者不明）
773 ・ 774
ヤンマー所有／関光汽船借受。妻側一方開き。
775
ヤンマー所有。妻側一方開き。
776
ヤンマー所有／関光汽船借受。妻側一方開き。
777 ・ 778
ヤンマー所有。妻側一方開き。
779 - 781
（所有者不明）
782
ヤンマー所有。妻側一方開き。
783
博多港運所有。妻側一方開き。
784
日本石油輸送所有／フジクラ。妻側一方開き。
785
（所有者不明）
786
ヤンマー所有。妻側一方開き。
787 ・ 788
（所有者不明）
789 ・ 790
ヤンマー所有。妻側一方開き。
791 ・ 792
（所有者不明）
793 ・ 794
ヤンマー所有。妻側一方開き。
795
（所有者不明）
796 ・ 797
ヤンマー所有。妻側一方開き。
798 ・ 799
（所有者不明）

#### (( 800 - ))
800 - 808
日本通運所有／韓国農水産物流通公社借受。妻側一方開き。
809
（所有者不明）
810 - 814
日本石油輸送所有。妻側一方開き。
815
（所有者不明）
816 - 822
日本石油輸送所有。妻側一方開き。
823
（所有者不明）
824 - 840
日本石油輸送所有。妻側一方開き。
841 - 850
日本通運福岡海運支店所有。 ※日韓航送仕様。
851 - 856
日本石油輸送所有。妻側一方開き。 ECO-COOLコンテナ。
857
（所有者不明）
858
日本石油輸送所有。妻側一方開き。 ECO-COOLコンテナ。
5℃ - 25℃仕様。 ※マイナス温度帯にはならない。

### 1000番台
コキ50000形57000番台に積載されたG30A形電源コンテナ・ZG形電源コンテナによる給電を受けて、冷凍輸送する集中電源方式の冷凍コンテナ。集中電源方式の終了に伴い現在は運用されていない。
1001 ・ 1002
全国通運所有。総重量6.8t。
1003 - 1012
日本通運所有。片妻一方開き。総重量6.8t。

## 所有者別一覧

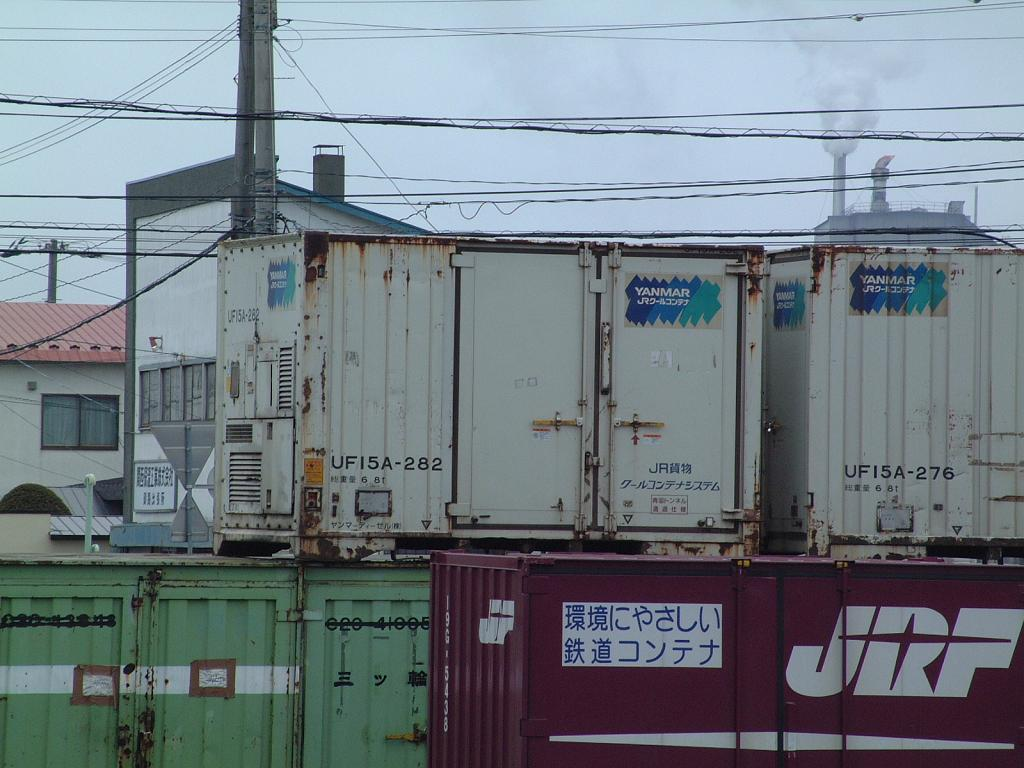
UF15A-282
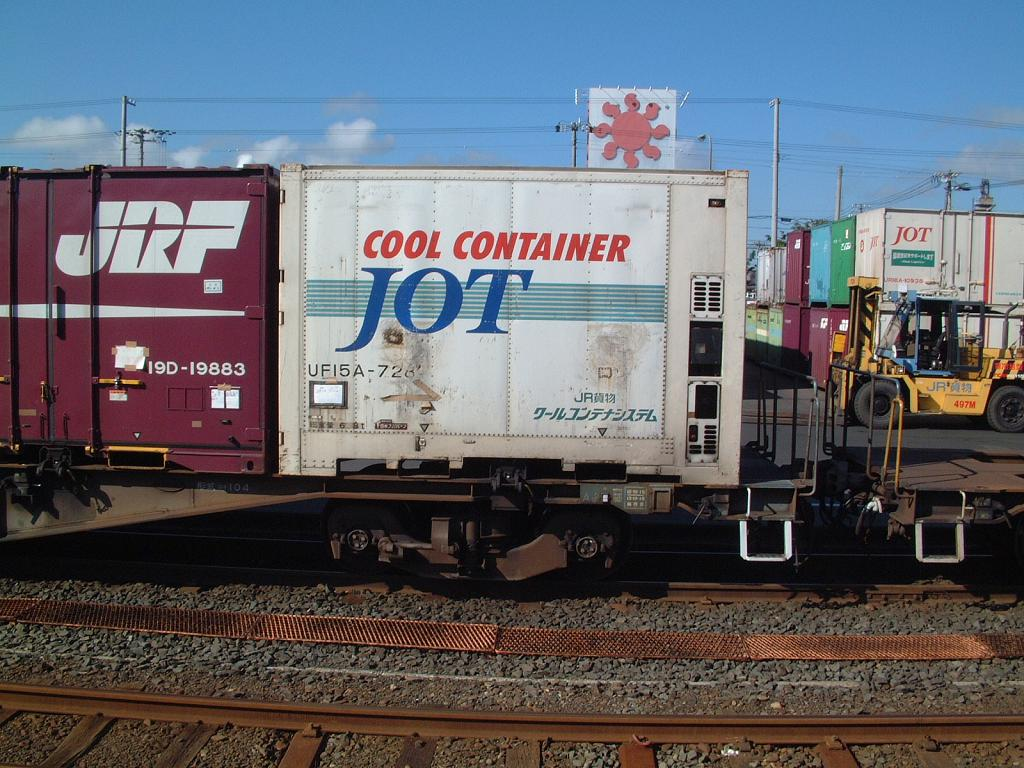
UF15A-728
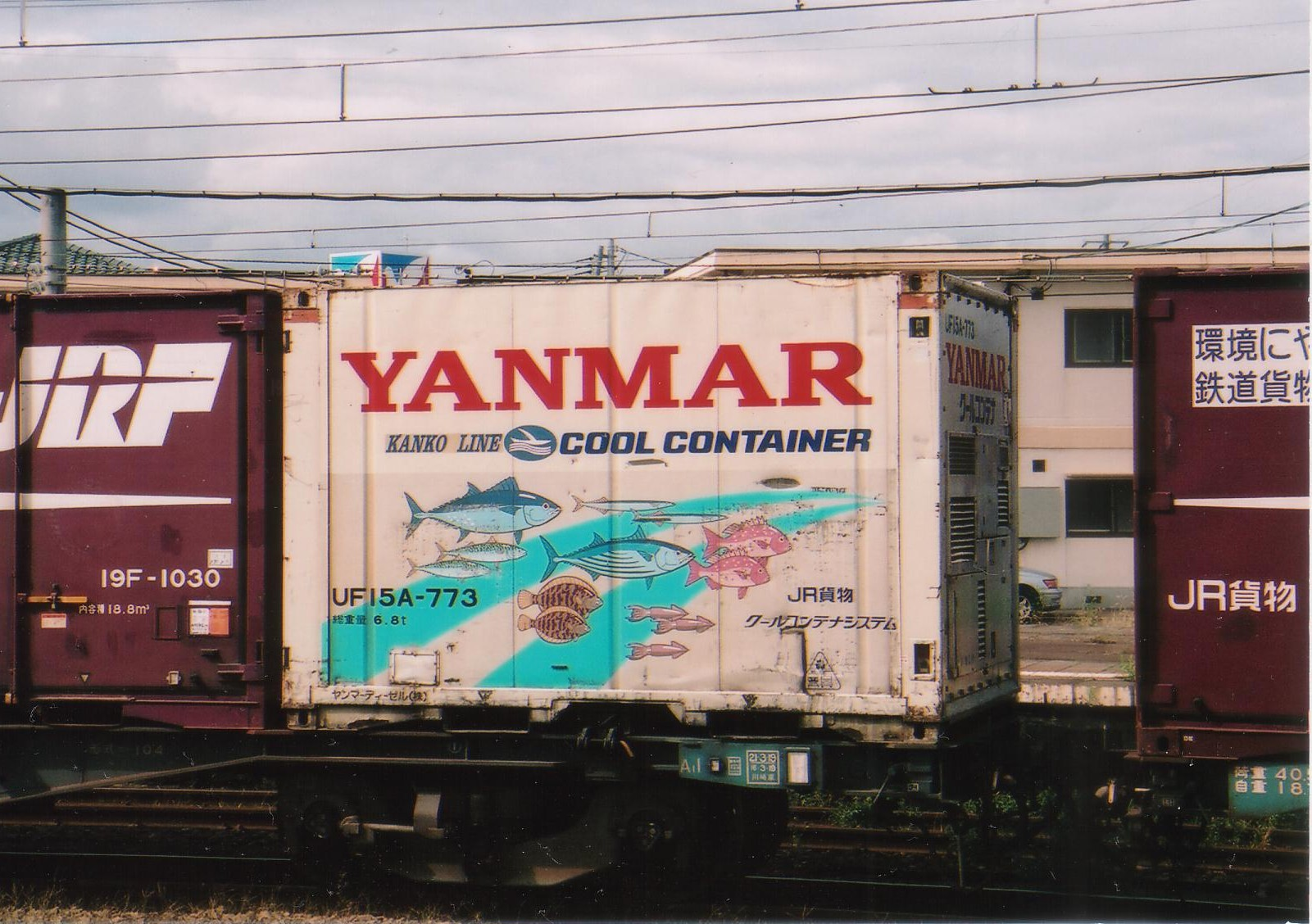
UF15A-773
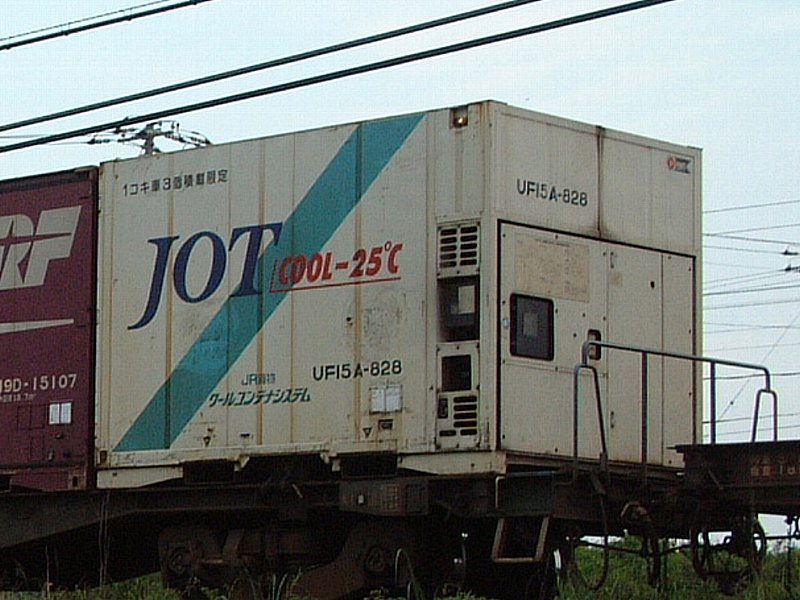
UF15A-828

1 - 5、19・20、81 - 89、131 - 140、150・151、163 - 209、261 - 308、316 - 360、393 - 468、489 - 507、523 - 538、
569 - 571、589、598 - 603、684 - 698、735 - 797
ヤンマーディーゼル（現・ヤンマー）所有。総重量6.8t。
6 - 8、564 - 568
函館運送所有。総重量6.8t。
9 - 11、21 - 32、45、60、72 - 77、98 - 112、210 - 253、310、361 - 389、472 - 488、540 - 562、582、622 - 673、699 - 733
日本石油輸送所有。総重量6.8t。なお、550番は籍を残した状態で鉄道博物館（さいたま市）内のコキ50000形のトップナンバー車と共に展示（搭載した状態で）されている。
12 - 15
ヤンマーディーゼル（現・ヤンマー）所有（日本通運下関国際輸送支店借受）。総重量6.8t。
40、41
日本石油輸送所有（全農直販借受）。総重量6.8t。
67 - 71
日本水産（現・ニッスイ）所有。総重量6.8t。
78、79
山九所有。総重量6.8t。
118 - 122
留萌北交所有。総重量6.8t。
142、143
ヤンマー所有。総重量6.8t。
後に園田陸運所有に変更。
156 - 158
日本通運所有。総重量6.8t。
515 - 519
徳之島農業協同組合所有。総重量6.8t。
594、595
丸運所有（住友電気工業借受）。総重量6.8t。
後に住友電気工業借受解除。
609 - 618、674 - 683、800 - 809
ヤンマー所有（韓国農水産物流公社借受）。総重量6.8t。青函トンネル通過禁止。
810 - 840
日本石油輸送所有。コンテナ車1両につき3個限定。
841 - 850
日本通運福岡海運支店所有。総重量6.8t。
- UF15A-282
- UF15A-728
- UF15A-773
- UF15A-828